# 永乐教会
永乐教会（英語：Youngnak Presbyterian Church）是一座韩国长老会教堂，1945年12月2日由韓景職和来自苏联占领区的27名难民在首尔建立。
1949年3月24日，一个新的设施动土兴建。到1950年5月新教堂完成的时候，信徒人数已经增加至超过4000人。1992年，韩牧师荣获邓普顿奖，当时信徒已增加到60000人，为世界最大的长老会堂会，不包括由此分设的500个姊妹教会。

## 主任牧师
- 1949-1973年：韩景职（Kyung-Chik Han）
- 1973年-1985年：朴祖俊（Park Cho-joon）
- 1985年-1997年（大约）：金允国（Kim Yoon-guk）
- 1988年至1997年（大约）：林永秀（Lim Young-soo）
- 1997-2018：李哲新（Lee Chul-shin）
- 2018年至今：金焕成（Kim Woon-sung）[5]